# Trichotanypus profundorum
Trichotanypus profundorum är en tvåvingeart som först beskrevs av Jean-Jacques Kieffer 1923.  Trichotanypus profundorum ingår i släktet Trichotanypus och familjen fjädermyggor.
Artens utbredningsområde är Tyskland. Inga underarter finns listade i Catalogue of Life.